# 스팀 세척

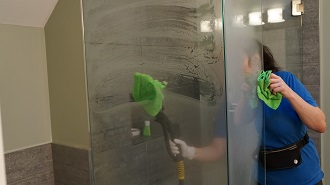
스팀 세척

스팀 세척, 증기 세척, 스팀 청소, 스팀 클리닝(Steam cleaning)은 스팀(증기)을 사용하여 세척하는 것을 말한다. 가정용으로는 바닥 청소 및 집안 먼지 제거, 산업용으로는 엔진의 기름때와 먼지 제거에 사용된다.

## 용도
스팀 세척은 증기에 민감하거나 고온에 민감한 재질 등 모든 재질에 적합한 것은 아니다. 실크, 일부 플라스틱, 가죽, 종이, 벽지, 수성 페인트 등이 스팀 세척에 적합하다.

## 환경 친화성
비누, 세제 또는 기타 세척제 없이 스팀 세척을 사용하면 친환경적인 세척이 가능하다.

## 세균
스팀 세척은 99.9%의 세균을 제거하는 데 효과적이며, 가정용 에어컨을 세척하는 현대적인 방법으로 여겨진다.

## 자체 세척 오븐에서의 사용
오븐에서 스팀 세척은 자체 세척 오븐을 만들기 위한 촉매 작용과 열분해 작용의 대안으로, 촉매 작용(약 200°C)과 열분해 작용(약 500°C)보다 낮은 온도(약 100°C)를 사용한다.